# NGC 2435
NGC 2435 é uma galáxia espiral (Sa) localizada na direcção da constelação de Gemini. Possui uma declinação de +31° 39' 02" e uma ascensão recta de 7 horas, 44 minutos e 13,4 segundos.
A galáxia NGC 2435 foi descoberta em 26 de Outubro de 1786 por William Herschel.